# Ivar Svensson
Ivar Samuel „Iffa-Sven” Svensson (ur. 7 listopada 1893 w Norrköping  – zm. 18 czerwca 1934 w Värmdö) – szwedzki piłkarz, reprezentant kraju grający na pozycji napastnika.

## Kariera klubowa
Podczas swojej kariery piłkarskiej Ivar Svensson występował w IFK Norrköping i AIK Fotboll. Z AIK dwukrotnie zdobył mistrzostwo Szwecji w 1914 i 1916.

## Kariera reprezentacyjna
W reprezentacji Szwecji Svensson zadebiutował 20 czerwca 1912 w zremisowanym 2-2 towarzyskim meczu z Węgrami. W 46 min. meczu zdobył drugą bramkę dla Szwecji. W 1912 był w kadrze Szwecji na Igrzyska Olimpijskie w Sztokholmie. Na turnieju w Szwecji wystąpił w meczu z Holandią (dwie bramki w 3 i 80 min.) oraz w meczu w turnieju pocieszenia z Włochami. Ostatni raz w reprezentacji wystąpił 8 października 1916 w wygranym 4-0 towarzyskim meczu z Danią (bramka Svenssona na 3-0 w 49 min.). W sumie wystąpił w 21 spotkaniach, w których zdobył 16 bramek.